# Liste des sites du système de communication White Alice

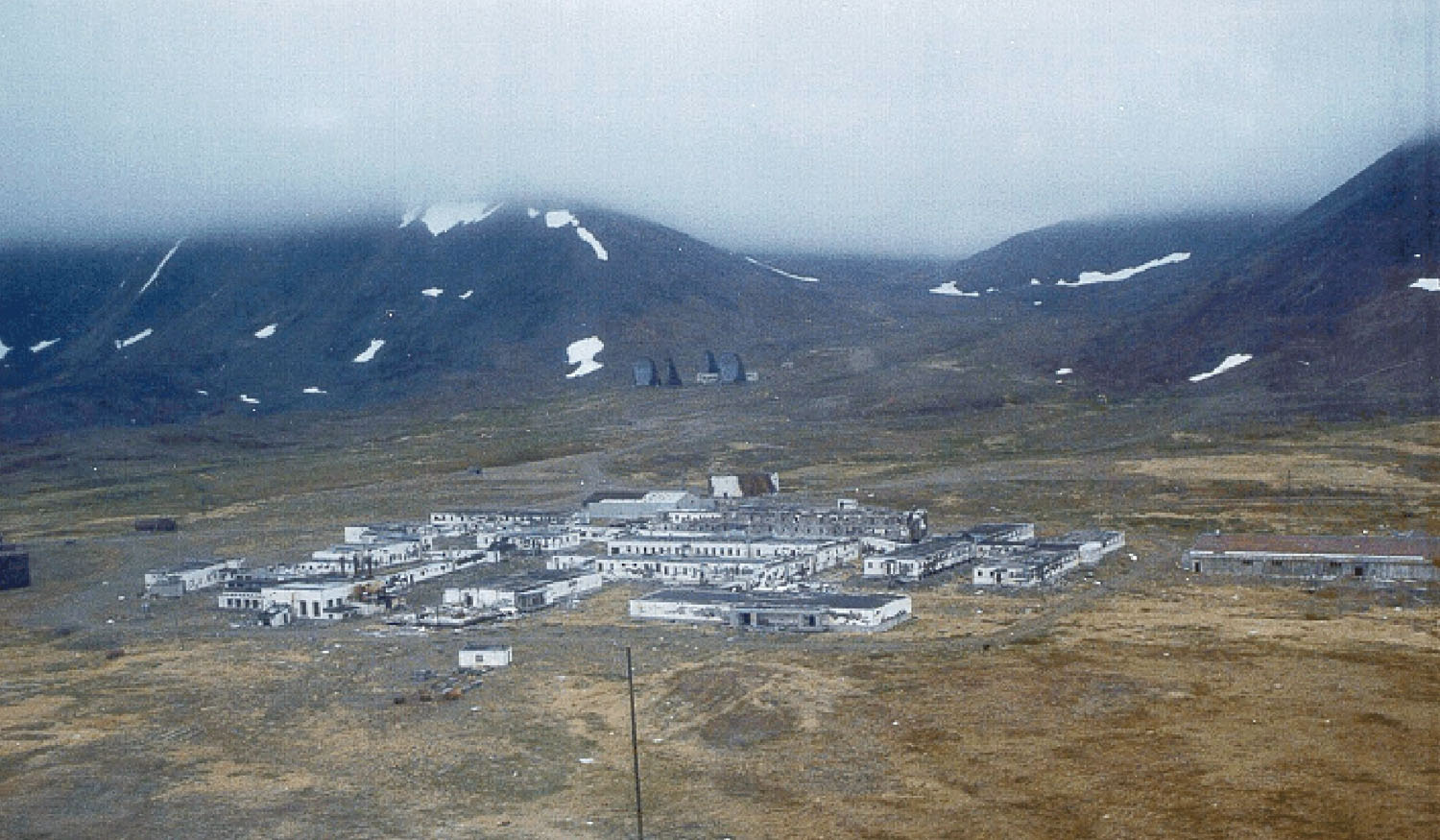
L'ancienne station de aérienne Northeast Cape sur l'île St.Lawrence. Les restes de la station ont été démolis en 2003.

Voici une liste des sites du système de communication White Alice. 
Le système de communication White Alice (WACS) était un système de liaison de télécommunication de l’armée de l’air des États-Unis, construit en Alaska pendant la guerre froide. Il présentait des liaisons de diffusion troposphérique et des liaisons radio à ondes courtes en visibilité directe.

## Installations White Alice originales
Ces sites faisaient partie du système White Alice initial, et des sites de contrôle et d’alerte des aéronefs (AC&W) dotés d’installations de commande et de contrôle centralisées. La liaison de Boswell Bay à Neklasson Lake était à la fois la première et la dernière liaison opérationnelle du réseau White Alice, fonctionnant de 1956 à 1985.

### Sites troposphériques
| Lieu                            | Opérationnel | Co-localisé avec                                  | Coordonnées                   | Notes |
| Aniak, Alaska                   | 1958–1979    |                                                   | 61° 34′ 58″ N, 159° 35′ 33″ O | Dans l'axe de l’aéroport d’Aniak, les antennes ont été peintes avec un motif en damier rouge et blanc.                                                                                      |
| Anvil Mountain, Alaska          | 1958–1978    |                                                   | 64° 33′ 52″ N, 165° 22′ 25″ O | 7,5 km au nord de Nome, en Alaska. Dernier site intact 2016.* |
| Bear Creek, Alaska              | ?-?          |                                                   | 65° 10′ 49″ N, 152° 13′ 22″ O | Site autonome comprenant un dortoir et un bâtiment d’équipement et électrique. À environ dix kilomètres au nord-est de Tanana, en Alaska                                                    |
| Bethel, Alaska                  | 1958–1979    | Site AC&W                                         | 60° 44′ 36″ N, 161° 39′ 58″ O | À l'origine six antennes. Dernière antenne démolie en août 2011. |
| Big Mountain, Alaska            | 1957–1979    |                                                   | 59° 23′ 25″ N, 155° 13′ 39″ O | Démolis entre 2003 et 2005 |
| Boswell Bay, Alaska             | 1956–1985    |                                                   | 60° 25′ 01″ N, 146° 09′ 12″ O | Démoli en 1987 après une longue documentation historique. |
| Fort Yukon, Alaska              | 1958-?       | 709th AC&W                                        | 66° 34′ 10″ N, 145° 14′ 26″ O | Antennes de 36 mètres ajoutées en 1962. Démoli l'été 1999. |
| Granite Mountain, Alaska        | 1957–1976    |                                                   | 65° 25′ 55″ N, 161° 14′ 09″ O | Bail à Alascom en 1976. |
| Indian Mountain, Alaska         |              | AC&W/Radar longue porté                           | 66° 04′ 07″ N, 153° 41′ 23″ O | Le camp supérieur se trouvait à environ 1 280 mètres d'altitude et à 16 kilomètres du camp inférieur.                                                                                       |
| Kalakaket Creek, Alaska         | 1957-        |                                                   | 64° 25′ 48″ N, 156° 50′ 19″ O | À l’origine, Tropo uniquement, la liaison ondes courtes a été ajoutée ultérieurement. |
| King Salmon, Alaska             | 1957–1979    | King Salmon Air Force Base                        | 58° 42′ 19″ N, 156° 40′ 08″ O | |
| Kotzebue, Alaska                | 1957–1979    | Station AC&W/FAA                                  | 66° 50′ 34″ N, 162° 36′ 13″ O | 5 kilomètres au sud de Kotzebue |
| Cape Lisburne, Alaska           | 1957–1979    | AC&W/Site radar longue portée                     | 68° 52′ 11″ N, 166° 08′ 56″ O | Site le plus septentrional et uniquement saisonnier, fermé en hiver. Un bâtiment en composite de 6,5 millions de dollars a été construit en 1970.                                           |
| Middleton Island, Alaska        | 1956–1985    | Station AC&W/FAA                                  | 59° 27′ 36″ N, 146° 18′ 21″ O | Plat parabolique de 9 mètres |
| Cape Newenham, Alaska           | 1958–1979    | À l'origine, AC&W, maintenant radar longue portée | 58° 38′ 46″ N, 162° 01′ 48″ O | Rénové en 1974 pour 6 millions de dollars. Démoli en 1987. |
| North River, Alaska             | 1958–1978    | Près d'un site AC&W                               | 63° 53′ 00″ N, 160° 31′ 50″ O | Démoli entre 1993 et 1995 |
| Northeast Cape, Alaska          | 1958-        | AC&W                                              | 63° 17′ 34″ N, 168° 42′ 05″ O | Un site très éloigné, démoli en 2003 pour 10,5 millions de dollars. Le site White Alice était situé à environ 800 mètres du site de l'USAF AC&W.                                            |
| Pillar Mountain, Kodiak, Alaska | 1957–1979    |                                                   | 57° 47′ 19″ N, 152° 26′ 12″ O | Démantelé en 1997 |
| Cape Romanzof, Alaska           | 1958–1979    | AC&W/Radar                                        | 61° 46′ 53″ N, 165° 57′ 04″ O | Le camp supérieur était accessible par funiculaire et par route. Le site d’AC&W était situé dans le cratère d’un volcan éteint. Le site While Alice était perché, au bord ouest du cratère. |
| Sparrevohn, Alaska              | 1957–1979    | AC&W                                              | 61° 06′ 22″ N, 155° 36′ 36″ O | Démoli avant 1987. Construction très coûteuse, piste dangereuse. Radar longue portée toujours sur le site.                                                                                  |
| Tatalina, Alaska                | 1957–1979    | Site AC&W                                         | 62° 55′ 41″ N, 156° 01′ 30″ O | Funiculaire et route utilisés pour atteindre le camp supérieur. Site WACS situé à l'est des radars dans le camp supérieur.                                                                  |
| Tin City, Alaska                | 1958–1975    | AC&W/Radar longue portée                          | 65° 34′ 58″ N, 167° 56′ 25″ O | Situé sur Cape Mountain. Funiculaire utilisé pour atteindre le camp supérieur. Le site WACS est situé sur un plateau à 3 kilomètres à l'est du pic et du radar.                             |

### Sites ondes courtes
| Lieu                 | Opérationnel | Co-localisé avec                   | Coordonnées                     | Notes                                          |
| Clam Gulch, Alaska   | 1957-        |                                    | 60° 12′ 51″ N, 151° 24′ 52,4″ O | TD-2 ondes courtes, acquis par Alascom en 1987 |
| Naptowne, Alaska     |              |                                    |                                 |                                                |
| Rabbit Creek, Alaska |              |                                    |                                 |                                                |
| Anchorage            | 1956-        | Situé sur Elmendorf Air Force Base | 61° 15′ 00″ N, 149° 48′ 00″ O   | Liaison ondes courtes TD-2                     |
| Soldotna, Alaska     |              |                                    |                                 |                                                |
| Starisky, Alaska     |              |                                    |                                 |                                                |

### Sites duals troposphériques/ondes courtes
| Lieu                   | Opérationnel | Co-localisé avec | Coordonnées                     | Notes                                                                                                   |
| Neklasson Lake, Alaska | 1956–1985    |                  | 61° 37′ 10,1″ N, 149° 15′ 23″ O | Boswell Bay/lac Neklasson était le dernier lien opérationnel                                            |
| Diamond Ridge, Alaska  | 1957-        | FAA              | 59° 40′ 14,6″ N, 151° 34′ 07″ O | Acquis par Alascom, ondes courtes utilisées / troposphérique supprimé à partir de 1987                  |
| Pedro Dome, Alaska     | 1958-        |                  | 65° 02′ 02,5″ N, 147° 30′ 07″ O | L'émetteur troposphérique a été démoli avant 1986. Emetteur ondes courtes toujours exploité par AT & T. |

## Réseau BMEWS
Le deuxième segment de White Alice consistait en un réseau d'ondes croutes prenant en charge le système d’alerte rapide des missiles balistiques (BMEWS) depuis Clear Air Force Station. Cette section fournissait deux routes de l'Alaska au NORAD dans le Colorado. Pour cette raison, il était également connu sous le nom de Rearward Communications System (système de communications arrière). La route A descendait de la côte sud-est de l’Alaska jusqu’à un câble sous-marin et la route B se dirigeait vers l’est du Canada. Certains des systèmes ont été co-localisés avec des sites précédents.

### Route A
Aurora, Black Rapids, Boswell Bay, Cape Yakataga, Clear, Donnelly Dome, Duncan Canal, Glennallen, Harding Lake, Hoonah, McCallum, Murphy Dome, Neklasson Lake, Ocean Cape, Paxson, Pedro Dome, Sawmill, Sheep Mountain, Smuggler Cove, Tahneta Pass, Tolsona

### Route B
Beaver Creek, Canyon Creek, Cathedral, Delta Junction, Gerstle River, Gold King Creek, Knob Ridge, Tok Junction

## Sites du projet Stretchout
Le projet Stretchout a débuté en 1959 et s’est terminé au milieu des années 1960. Il s’agissait de l’extension du système White Alice dans la péninsule de l’Alaska, incluant le réseau DEW des îles Aléoutiennese.
| Lieu                  | Opérationnel                                  | Co-localisé avec                  | Coordonnées                   | Notes                                                                       |
| Cold Bay, Alaska      |                                               | Réseau DEW                        | 55° 15′ 49″ N, 162° 53′ 08″ O | Coût combiné d'environ 8 millions de dollars pour Cold Bay et Cape Sarichef |
| Driftwood Bay, Alaska |                                               | Réseau DEW                        | 53° 58′ 12″ N, 166° 52′ 46″ O |                                                                             |
| Nikolski, Alaska      |                                               | Réseau DEW, Navy, FAA             | 52° 58′ 12″ N, 168° 51′ 20″ O |                                                                             |
| Port Heiden, Alaska   |                                               | Réseau DEW                        | 56° 58′ 38″ N, 158° 39′ 09″ O | 3,5 millions de dollars pour la construction                                |
| Port Moller, Alaska   |                                               | Réseau DEW                        | 55° 58′ 41″ N, 160° 30′ 01″ O | 4,4 millions de dollars pour la construction.                               |
| Cape Sarichef, Alaska | fin des années 1950 au milieu des années 1970 | Réseau DEW/Station LORAN/Aéroport | 54° 35′ 37″ N, 164° 55′ 06″ O | Construit au sommet d'un cône de volcan                                     |

## Sites du projet Bluegrass
Extension du système White Alice de Nikolski à Shemya près de la fin des îles Aléoutiennes. La liaison mesurait plus de 547 kilomètres, nécessitant de grandes antennes de 36 mètres de diamètre et des émetteurs de 50 kW. Les deux sites avaient été démolis avant 1987. Outre l'extension des îles Aléoutiennes, le projet Bluegrass incluait également une injection de 50 kW de Fort Yukon à Barter Island afin de relier le nord de la ligne DEW au réseau White Alice.
| Lieu                  | Opérationnel                             | Co-localisé avec | Coordonnées                   | Notes |
| Shemya island, Alaska | Fin des années 60 à la fin des années 70 | AC&W/FAA         | 52° 43′ 25″ N, 174° 08′ 21″ E |       |
| Adak, Alaska          | Fin des années 60 à la fin des années 70 | Navy et autres   | 51° 54′ 25″ N, 176° 38′ 26″ O |       |